# Локомотива (футбольний клуб)
«Локомоти́ва» (хорв. Nogometni klub Lokomotiva Zagreb) — хорватський футбольний клуб із Загреба. Заснований 1914 року.

## Історія
Заснований в 1914 році клуб протягом перших років свого існування перебував у тіні міських грандів: «Граджянски», ХАШК і «Конкордії». Найбільш успішним же етапом історії можна вважати післявоєнні роки, коли команда протягом восьми сезонів (1947—1955) грала в Першій лізі Югославії. Кращий результат — третє місце (після «Хайдука» та «Црвени Звезди») в 1952 році. В 1957-м «Локомотива» знову покинула елітний дивізіон і до розпаду СФРЮ на вищому рівні не виступала.
В часи формування незалежного хорватського футболу футболісти «Локомотиви» брали участь в розіграшах нижчих ліг, переважно Третьої. Після вильоту у Четверту лігу в 2006 році, команда стала фарм-клубом загребського «Динамо». Подібне співробітництво позитивно позначилося на виступах недавнього аутсайдера: сезон 2009/10 футболісти почали вже у Першій лізі. Щоб відповідати вимогам турніру, команда стала проводити домашні матчі на арені «Динамо» — «Максимирі».
У сезоні 2012/13, клуб виграв вперше медалі в історії, за кілька турів до кінця достроково забезпечив себе срібними медалями. У сезоні 2016/17 вперше вийшов до 3 кваліфікаційного раунду Ліги Європи, переграв послідовно УЕ «Санта-Колому» та РоПС та вийшов на «Ворсклу».

## Попередні назви

Логотип клубу до 2013 року

- 1914: «Вікторія»
- 1919: «Желєзнічар»
- 1941: ХЖШК
- 1945: «Локомотива»
- 1946: «Црвена Локомотива»
- 1947: «Локомотива»

## Склад
| №  | Поз. | Нац.                 | Гравець         |
| -- | ---- | -------------------- | --------------- |
| 1  | ВР   | Хорватія             | Олівер Зеленика |
| 2  | ЗХ   | Хорватія             | Карло Бартолець |
| 3  | ЗХ   | Хорватія             | Фран Карачич    |
| 5  | ЗХ   | Австралія            | Томислав Мрцела |
| 6  | ЗХ   | Хорватія             | Матей Родин     |
| 7  | ПЗ   | Хорватія             | Ловро Маєр      |
| 8  | ПЗ   | Хорватія             | Лука Бегоня     |
| 9  | НП   | Хорватія             | Мірко Марич     |
| 10 | НП   | Боснія і Герцеговина | Філіп Чуїк      |
| 11 | ПЗ   | Хорватія             | Карло Бручич    |
| 12 | ВР   | Хорватія             | Матко Крамер    |
| 14 | ПЗ   | Хорватія             | Лука Іванушець  |
| 15 | ЗХ   | Косово               | Арт Смакай      |

| №  | Поз. | Нац.                 | Гравець            |
| -- | ---- | -------------------- | ------------------ |
| 16 | ПЗ   | Боснія і Герцеговина | Йосип Чорич        |
| 17 | НП   | Албанія              | Ендрі Чекічі       |
| 18 | НП   | Албанія              | Ерос Грезда        |
| 19 | ЗХ   | Албанія              | Херді Пренга       |
| 20 | ПЗ   | Хорватія             | Яков Пульїч        |
| 22 | НП   | Хорватія             | Марко Колар        |
| 23 | ПЗ   | Албанія              | Фета Фетай         |
| 24 | ПЗ   | Хорватія             | Франко Андріяшевич |
| 25 | НП   | Хорватія             | Ян Долежал         |
| 28 | ПЗ   | Хорватія             | Звонко Памич       |
| 30 | ПЗ   | Хорватія             | Іван Шуньїч        |
| 31 | ЗХ   | Хорватія             | Лука Капан         |
| 33 | ВР   | Хорватія             | Марко Микулич      |

## Досягнення
- Срібний призер чемпіонату Хорватії: 2012/13
- Фіналіст Кубку Хорватії: 2012/13, 2019/20
- Бронзовий призер чемпіонату Югославії: 1952

## Єврокубки
| Сезон   | Турнір      | Раунд             | Супротивник     | Вдома | На виїзді | Сумарно |
| ------- | ----------- | ----------------- | --------------- | ----- | --------- | ------- |
| 2013/14 | Ліга Європи | 2 кваліфікаційний | Динамо          | 2-3   | 2-1       | 4-4 (ч) |
| 2015/16 | Ліга Європи | 1 кваліфікаційний | Ейрбас          | 2-2   | 3-1       | 5-3     |
| 2015/16 | Ліга Європи | 2 кваліфікаційний | ПАОК            | 2-1   | 0-6       | 2-7     |
| 2016/17 | Ліга Європи | 1 кваліфікаційний | УЕ Санта-Колома | 4-1   | 3-1       | 7-2     |
| 2016/17 | Ліга Європи | 2 кваліфікаційний | РоПС            | 3-0   | 1-1       | 4-1     |
| 2016/17 | Ліга Європи | 3 кваліфікаційний | Ворскла         | 0-0   | 3-2       | 3-2     |
| 2016/17 | Ліга Європи | Раунд плей-оф     | Генк            | 2-2   | 0-2       | 2-4     |